# Lipton (Marke)

Logo

Lipton Ice Tea

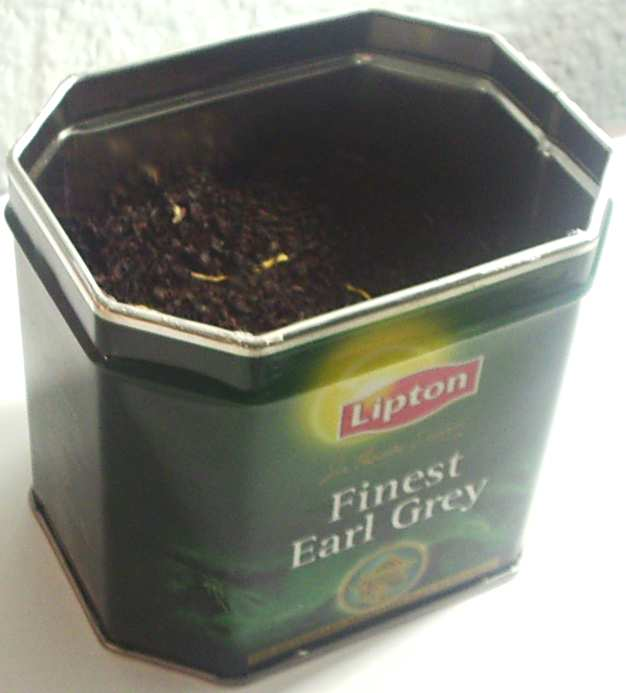
Eine Teedose mit Finest Earl Grey von Lipton

Lipton ist eine Marke für Tee und Eistee. Sie gehörte bis November 2021 zum Unilever-Konzern, der mit ihr und anderen Marken, wie PG Tips (Vereinigtes Königreich), Beseda (Russland) oder Brooke Bond (Indien), weltweit einen Anteil von 15,5 Prozent am Teeverkauf hat. Allein Lipton macht von diesem Anteil ungefähr 10 Prozent aus.

## Geschichte
Thomas Lipton segelte im Jahre 1890 auf der Suche nach den besten Tees der Welt nach Ceylon und gründete anschließend sein erstes Unternehmen in London. Im späten 19. Jahrhundert hatte Lipton bereits 300 Mitarbeiter in London. Im Jahr 1892 eröffnete er in Glasgow seinen zweiten Betrieb und eröffnete rund 150 Verkaufsfilialen in England.
Im November 2021 verkaufte Unilever seine Teesparte an CVC Capital Partners. Ausgenommen davon ist das Teegeschäft in Indien, Indonesien und Nepal.

## Produkte
Die Hauptprodukte der unter der Marke Lipton vertriebenen Produkte sind:
- Lipton Yellow Label (seit 1890). Mit diesem Logo wird bis heute in 150 Ländern Tee verkauft.
- Lipton Tee produziert neben den klassischen Teedosen auch im Tetraeder-Beutel-Format die Teemarken Earl Grey, English Breakfast Tee, Mango-Pfirsich-Tee, Grüner Tee Mandarine, Minze und Kamille. Die Lipton Tee „Earl Grey“ in Teedosen werden heute hauptsächlich im Gastronomie-Bereich vertrieben.
- Lipton Eistee (seit 1972), erhältlich in mehr als 60 Ländern durch Zusammenarbeit mit PepsiCo; Lipton Sparkling Ice Tea.

## Lipton Institute of Tea
Im Jahr 1967 gründete der Unilever-Konzern das Institut für Lipton-Tee in Bedfordshire, Großbritannien, das sich mit der Produktforschung und Qualitätssicherung beschäftigt. Diese Einrichtung ermöglicht es, Tee in einer kontrollierten Umgebung zu studieren. Es werden repräsentative Proben von Tee aus der ganzen Welt angebaut.

## Kritik
Im Jahr 2012 hatte die General Administration of Quality Supervision, Inspection and Quarantine of China eine hohe Konzentration von Giftstoffen in einer Vielzahl von Lipton-Tees beanstandet. Unilever reagierte mit der Räumung der Regale aller betroffenen Produkte. Greenpeace berichtete darüber auch auf ihrer Homepage.